# Richtlinie 2003/87/EG (Emissionshandelsrichtlinie)
Mit der Richtlinie 2003/87/EG  (kurz Emissionshandelsrichtlinie, Abkürzung EHS-Richtlinie, auch EHRL) wurde ein System für den Handel mit Treibhausgasemissionszertifikaten in der Europäischen Union geschaffen (EU-Emissionshandel). Sie schreibt eine Reduzierung von Treibhausgasemissionen vor, um die Verringerungsraten zu erreichen, die aus wissenschaftlicher Sicht zur Vermeidung gefährlicher Klimaänderungen erforderlich sind.
Die Richtlinie wurde im Mitentscheidungsverfahren als Teil der EU-Umweltpolitik beschlossen und trat am 25. Oktober 2003 in Kraft. Seitdem wurde sie mehrmals geändert.
Die EHS-Richtlinie greift vor allem für Großindustrien der Sektoren Energieumwandlung und -umformung, Eisenmetallerzeugung und -verarbeitung, Mineralverarbeitende Industrie (Zementindustrie, Kalkindustrie, Glasindustrie und Ziegelindustrie) sowie Papier- und Zellstoffindustrie. Sie erfasst seit 2008 auch den Luftverkehr und damit knapp die Hälfte der EU-weiten Treibhausgasemissionen.
Für die meisten übrigen Sektoren, zum Beispiel Verkehr, Landwirtschaft oder Immobilienwirtschaft, haben die EU-Staaten nach dem Lastenteilungsverfahren durch geeignete Maßnahmen für ihnen zugeteilten Emissionsminderungen zu sorgen. Der rechtliche Rahmen für das Lastenteilungsverfahren war bis 2020 die Lastenteilungsentscheidung, für 2021–2030 ist es die Lastenteilungsverordnung.

## Inhalt

### Inhaltsverzeichnis
- Kapitel I Allgemeine Bestimmungen (Artikel 1–3)
- Kapitel II Luftverkehr (Artikel 3a–3g)
- Kapitel III Ortsfeste Anlagen (Artikel 3h–11)
- Kapitel IV Bestimmungen für die Luftfahrt und ortsfeste Anlagen (Artikel 11a–30)
- Kapitel V Schlussbestimmungen (Artikel 31–33)
- Anhang I Kategorien von Tätigkeiten, die in den Geltungsbereich dieser Richtlinie fallen
- Anhang II Treibhausgase gemäß den Artikeln 3 und 30
- Anhang IIa Erhöhung des Prozentsatzes der von den Mitgliedstaaten gemäß Artikel 10 Absatz 2 Buchstabe a zu versteigernden Zertifikate zwecks Emissionsminderung und Anpassung an die Folgen des Klimawandels im Interesse der Solidarität und des Wachstums in der Union
- Anhang IIb Aufteilung der Mittel aus dem Modernisierungsfonds bis 31. Dezember 2030
- Anhang III (aufgehoben)
- Anhang IV Grundsätze für die Überwachung und Berichterstattung gemäß Artikel 14 Absatz 1
- Anhang V Kriterien für die Prüfung gemäß Artikel 15.[5]

### Überblick
Betreiber der von der Richtlinie erfassten Anlagen müssen sich von den Mitgliedsstaaten die Emission von Treibhausgasen genehmigen lassen. Der Betreiber ist verpflichtet, die Emissionen zu überwachen und darüber zu berichten und muss innerhalb von vier Monaten nach Jahresende Zertifikate in Höhe seiner Gesamtemissionen des Jahres abgeben.
Zu Beginn eines Jahres wird eine festgelegte Menge handelbarer Zertifikate ausgegeben: Teilweise wird sie direkt an Anlagenbetreiber zugeteilt, teilweise versteigert. Bis 2012 legten die Mitgliedstaaten in nationalen Zuteilungsplänen – unter Prüfung durch die Europäische Kommission – fest, welche Anlagen wie viele Emissionsberechtigungen erhalten sollten. Nur ein kleiner Teil der Berechtigungen wurde versteigert. Seit Beginn der dritten Handelsperiode 2013 wird eine europaweite Zertifikatmenge festgelegt, die Jahr für Jahr um einen bestimmten Prozentsatz sinkt und zu einem größeren Teil versteigert wird.
Die Richtlinie enthält Vorschriften über Zuteilungspläne und deren Prüfung, über den Anteil kostenlos zugeteilter Zertifikate (Grandfatheriung) und die Übertragung und Löschung von Zertifikaten.
Die Kommission wird beauftragt, Verfahren und Leitlinien zur Überwachung und Berichterstattung zu verabschieden. Mitgliedsstaaten müssen die in ihrem Land ansässigen Anlagenbetreiber überwachen. Die Richtlinie legt Sanktionen fest, darunter eine Strafzahlung in Höhe von 100 Euro je Tonne CO2-eq, falls ein Anlagenbetreiber nicht rechtzeitig Zertifikate in Höhe seiner Emissionen abgibt. Die Strafe fällt zusätzlich zu dem noch nachträglich einzureichenden Zertifikat an.
Die Richtlinie regelt die Einrichtung von nationalen Registern der Mitgliedstaaten, die die ausgegebenen Zertifikate, deren Besitz und alle Transaktionen verzeichnen. Überdies gibt es ein EU-Emissionshandelsregister, das auch dazu dient, die Verpflichtungen aus dem Kyoto-Protokoll, das der Rat am 25. April 2002 genehmigt hatte, zu erfüllen (z. B. hinsichtlich der Ausbuchung oder der Löschung von Kyoto-Einheiten). Die Mitgliedstaaten müssen jährlich über die Anwendung der Richtlinie berichten, die Kommission muss einen Gesamtbericht vorlegen. Seit 2013 gelten Regeln zur Verwendung der Versteigerungserlöse, die die Staaten erhalten: mindestens 50 % müssen für den Klimaschutz eingesetzt werden.
Mitgliedstaaten können den Handel auf nicht erfasste Anlagen ausweiten. Auf Antrag können unter bestimmten Umständen Anlagen vom Emissionshandel ausgenommen werden
Der Emissionshandel ist in Handelsperioden gegliedert:
- erste Handelsperiode 2004–2007,
- zweite Handelsperiode 2008–2012,
- dritte Handelsperiode 2013–2020,
- vierte Handelsperiode ab 2021

## Entwicklung
Die Emissionshandelsrichtlinie als zentraler Bestandteil der europäischen Klimapolitik erfuhr seit ihrem Inkrafttreten 2003 eine Reihe von wesentlichen Änderungen:
| Veröffentlichung  | Rechtsakt                                  | Inhalt |
| ----------------- | ------------------------------------------ | --- |
| 27. Oktober 2004  | Richtlinie 2004/101/EG (Linking-Direktive) | Verknüpfung mit den Offset-Märkten aus Joint Implementation (JI) und Clean Development Mechanism (CDM) |
| 19. November 2008 | Richtlinie 2008/101/EG                     | Einbeziehung des Luftverkehrs |
| 11. März 2009     | Verordnung (EG) Nr. 219/2009               | Anpassung an das Regelungsverfahren mit Kontrolle, damit es künftig angewendet werden kann |
| 23. April 2009    | Richtlinie 2009/29/EG                      | umfangreiche Änderungen zur „Verbesserung und Ausweitung“ des Emissionshandels ab 2013: darunter EU-weite Gesamtmenge und Ende der nationalen Allokationspläne, Regeln zur Aufteilung von Zertifikaten auf Mitgliedstaaten und deren Versteigerung, Regeln zur Verwendung der Versteigerungserlöse (mindestens 50 % für Klimaschutz) |
| 17. Dezember 2013 | Beschluss Nr. 1359/2013/EU                 | zur Klarstellung der Bestimmungen über den zeitlichen Ablauf von Versteigerungen von Treibhausgasemissionszertifikaten |
| 16. April 2014    | Verordnung (EU) Nr. 421/2014               | Flüge mit einem Flughafen außerhalb der EU und „in äußerster Randlage“ nehmen aus Rücksicht auf laufende Verhandlungen in der ICAO faktisch nicht mehr am Emissionshandel teil |
| 6. Oktober 2015   | Beschluss (EU) 2015/1814 (MSR-Beschluss)   | Einführung einer Marktstabilitätsreserve, die ab 2019 eingesetzt wird |
| 29. Dezember 2017 | Verordnung (EU) 2017/2392                  | betrifft den Luftverkehr: verlängert die Ausnahme für Flüge mit einem Flughafen außerhalb der EU und trifft Vorbereitungen für den „globalen marktbasierte Mechanismus“ Carbon Offsetting and Reduction Scheme for International Aviation (CORSIA) der ICAO |
| 19. März 2018     | Richtlinie (EU) 2018/410                   | legt Rahmenbedingungen für die vierte Handelsperiode fest: - bestimmt, dass zunächst weiter 43 % der Zertifikate kostenfrei zugeteilt werden sollen und diese Quote bis Ende der Periode auf 0 % sinken soll, verschärft Zuteilungsbenchmarks und regelt Ausnahmen und Kriterien für Bereiche, in denen Produktionsverlagerung und Carbon Leakage befürchtet wird - verschärft den bis 2030 gültigen linearen Kürzungsfaktor von 1,74 % auf 2,2 % pro Jahr - verdoppelt die Marktstabilitätsreserve - erlaubt Mitgliedstaaten die freiwillige Löschung von Zertifikaten - erklärt ab dem 1. Januar 2013 erteilte Zertifikate für unbegrenzt gültig (das Umtauschverfahren von Periode zu Periode entfällt) - sieht einen Modernisierungs- und Innovationsfonds für emissionsärmere Technologien und dessen Ausstattung mit Zertifikaten und Versteigerungserlösen vor |
| 21. Juli 2020     | Delegierter Beschluss (EU) 2020/1071       | Flüge aus der Schweiz in Länder des Europäischen Wirtschaftsraums müssen nicht am Emissionshandel teilnehmen |
| 17. Juni 2021     | Delegierte Verordnung (EU) 2021/1416       | Ausschluss von aus dem Vereinigten Königreich ankommenden Flügen aus dem Emissionshandelssystem der Union |
| 18. Januar 2023   | Beschluss (EU) 2023/136                    | betrifft Mitteilungspflichten über die im Rahmen eines globalen marktbasierten Mechanismus zu leistende Kompensation durch Luftfahrzeugbetreiber mit Sitz in der Union |

## Ergänzende Rechtsakte
Die Emissionshandelsrichtlinie als Hauptdokument zum EU-Emissionshandel wird durch eine Reihe weiterer Rechtsakte konkretisiert und ergänzt.
| Veröffentlichung  | Rechtsakt (Kurzbezeichnung)                                                                      | Inhalt |
| ----------------- | ------------------------------------------------------------------------------------------------ | --- |
| 7. Oktober 2010   | Verordnung (EU) Nr. 920/2010                                                                     | standardisiertes und sicheres Registrierungssystem (EU-Emissionshandelsregister), aufgehoben durch Verordnung (EU) Nr. 389/2013 (Festlegung eines Unionsregisters)                                                                                                |
| 12. November 2010 | Verordnung (EU) Nr. 1031/2010 (EU-Auktionsverordnung)                                            | Anforderungen an Auktionsplattformen, Auktionsverfahren und -kalender |
| 27. April 2011    | Beschluss 2011/278/EU (Benchmarking-Beschluss)                                                   | Festlegung eines Benchmarks für die Zuteilung kostenloser Emissionszertifikate: Ausgangspunkt sind die Durchschnittsemissionen der Produktion in den 10 % effizientesten Anlagen eines Sektors                                                                    |
| 21. Juni 2012     | Verordnung (EU) Nr. 601/2012 (Monitoring-Verordnung)                                             | ab der dritten Handelsperiode: Einzelheiten zur vollständigen, konsistenten, transparenten und genauen Überwachung der Treibhausgasemissionen und zur Berichterstattung, Anforderungen an die Prüfung der Berichte und Näheres zur Akkreditierung von Prüfstellen |
| 21. Juni 2012     | Verordnung (EU) Nr. 600/2012 (Akkreditierungs- und Verifizierungsverordnung)                     | ab der dritten Handelsperiode: Einzelheiten zur vollständigen, konsistenten, transparenten und genauen Überwachung der Treibhausgasemissionen und zur Berichterstattung, Anforderungen an die Prüfung der Berichte und Näheres zur Akkreditierung von Prüfstellen |
| 2. Mai 2011       | Verordnung (EU) Nr. 389/2013 (EG-RegVo, EG-Register-Verordnung)                                  | ab der dritten Handelsperiode: Festlegung eines Unionsregisters mit nationalen Konten für den EU-Emissionshandel, dessen Anknüpfung an den Kyoto-Emissionshandel und die Erfassung von Emissionen, die unter die Lastenteilungsentscheidung fallen                |
| 5. September 2013 | Beschluss 2013/448/EU                                                                            | Mengenanpassungen, u. a. wegen des EU-Beitritts von Kroatien, Einbeziehung zusätzlicher Sektoren in Italien und dem Vereinigten Königreich |
| 8. November 2013  | Verordnung (EU) Nr. 1123/2013 (RICE-Verordnung)                                                  | legt Grenzen für die Verwendung von Offset-Zertifikaten aus der Joint Implementation und dem Clean Development Mechanism des Kyoto-Protokolls fest |
| 27. Oktober 2014  | Beschluss 2014/746/EU (Carbon-Leakage-Beschluss)                                                 | Carbon-Leakage-Liste: benennt 175 Sektoren, für die ein hohes Risiko einer Verlagerung von CO2-Emissionen (Carbon Leakage) gesehen wird; diese erhalten ab 2015 100 % des Zuteilungsbenchmarks kostenlos                                                          |
| 6. Oktober 2015   | Beschluss (EU) 2015/1814                                                                         | Einrichtung und Anwendung einer Marktstabilitätsreserve |
| 19. Dezember 2018 | Verordnung (EU) 2018/2066 (Monitoring and Reporting Regulation, MRR; Monitoring-Verordnung, MVO) | regelt ab Beginn der vierten Handelsperiode 2021 die Überwachung und Berichterstattung über Treibhausgasemissionen, die unter den Emissionshandel fallen |
| 19. Dezember 2018 | Verordnung (EU) 2019/331 (EU-ZuVO)                                                               | regelt die kostenlose Zuteilung von Emissionszertifikaten im Sinne von Kapitel III (ortsfeste Anlagen) der EHRL in den Zuteilungszeiträumen ab 2021, ausgenommen Stromerzeugung                                                                                   |

## Umsetzung

### Deutschland
Die Umsetzung in nationales Recht erfolgte in Deutschland mit dem Treibhausgas-Emissionshandelsgesetz (TEHG) vom 8. Juli 2004. Nach Änderungen der EHRL trat 2011 eine überarbeitete Fassung in Kraft. Die kostenlose Zuteilung der Emissionszertifikate war in Deutschland für die erste und zweite Handelsperiode in Zuteilungsgesetzen (ZuG) geregelt. Seit Einführung EU-weit einheitlicher Zuteilungsregeln im Benchmarking-Beschluss 2011/278/EU zur dritten Handelsperiode setzen Zuteilungsverordnungen die europäischen Regeln um.

### Österreich
In Österreich erfolgte die Umsetzung der EHRL durch das Emissionszertifikategesetz (EZG).  Es wurde in seiner ersten Fassung am 30. April 2004 im Bundesgesetzblatt für die Republik Österreich veröffentlicht. Im Dezember 2011 wurde es neu als „Emissionszertifikategesetz 2011“ herausgegeben.